# 臺南市下營區下營國民小學
臺南市下營區下營國民小學是一所位於臺灣臺南市下營區的市立國民小學，1911年5月建校，時稱「蔴荳公學校下營分校」。

## 沿革
- 1911年5月1日建校，稱蔴荳公學校下營分校。
- 1916年4月1日獨立設校，改稱下營公學校。
- 1920年4月，增設麻豆寮分校（今賀建國小）。
- 1950年4月1日，改稱下營國民學校。
- 1955年7月，增設東興分校（今東興國小）。
- 1957年8月，增設大屯分校（後獨立設大屯國小，現已廢校[2]）。
- 1968年8月1日，改稱為下營國民小學。
- 1978年9月1日，成立幼稚班。
- 1980年9月，營養午餐開辦。
- 1982年9月，成立啟智班一班。
- 1992年10月，活動中心落成啟用。
- 1993年9月，成立夜補校初級部。
- 1993年9月，完成逆滲透飲用水。
- 1993年12月，新建人工跑道及挑水工程落成啟用。
- 1994年11月，辦公大樓整修完畢並啟用。
- 1995年4月，教學大樓暨校園景觀工程落成。
- 1995年4月，下營國小校友會成立大會。
- 1995年9月，成立電腦教室辦理電腦研習。
- 1996年9月，成立資源班。
- 1998年4月及6月，思源亭，生生不息基座落成，並成立思源獎學金。

### 歷任校長
戰後
| 姓名   | 任期                        | 備註 |
| 曾繼志 | 1945年11月－1963年12月      |      |
| 胡 朝  | 1964年2月－1973年8月        |      |
| 魏順益 | 1973年8月－1974年6月        |      |
| 李興唐 | 1974年8月12日－1979年8月6日 |      |
| 胡遠山 | 1979年8月6日－1985年8月3日  |      |
| 沈金山 | 1985年8月3日－1989年8月14日 |      |
| 陳福基 | 1989年8月14日－1990年9月5日 |      |
| 林聰明 | 1990年9月5日－1991年11月    |      |
| 陳茂德 | 1992年2月28日－1998年8月5日 |      |
| 林正村 | 1998年8月5日－2001年7月31日 |      |
| 柳惠理 | 2001年8月1日－2008年7月31日 |      |
| 許玉蘭 | 2008年8月1日－2012年7月31日 |      |
| 黃莉雯 | 2012年8月1日－2016年7月31日 |      |
| 邱明崇 | 2016年8月1日-2024年7月31日  |      |
| 姜秋蘭 | 2024年8月1日至今            |      |

## 外部連結
- 臺南市下營區下營國民小學